# Loris Dominissini
Loris Dominissini (Udine, 19 novembre 1961 – San Vito al Tagliamento, 4 giugno 2021) è stato un calciatore e allenatore di calcio italiano.

## Biografia
È morto il 4 giugno 2021, all'età di 59 anni. Era ricoverato nell'ospedale di San Vito al Tagliamento, a causa dell'aggravarsi delle sue condizioni di salute, compromesse a causa del COVID-19.

## Carriera

### Giocatore
Cresciuto nel settore giovanile dell'Udinese, esordisce in Serie A con i friulani il 31 dicembre 1983. Veste le maglie di Udinese, Messina e Reggiana. Dopo alcune esperienze in Serie B e in Serie C, termina la carriera agonistica nel Como.

### Allenatore
Inizia ad allenare le formazioni iuniores del Como e assume la guida della prima squadra nel corso della stagione 1999-2000, in Serie C1. Ottenuta la salvezza grazie al decimo posto finale, nell'annata successiva guida la formazione lombarda al secondo posto finale, guadagnando la promozione in Serie B. Nel 2001-2002 riesce a centrare la seconda promozione consecutiva, conducendo la formazione lariana in Serie A.
Nella stagione 2002-2003 viene esonerato e sostituito dopo poche giornate di campionato caratterizzate da 7 sconfitte e 4 pareggi (tra cui quello con la Juventus per 1-1), con la squadra ultima in classifica. Nel 2003-2004 è all'Ascoli, in Serie B, ma anche in questa occasione viene esonerato e sostituito dopo due mesi di campionato. Nella stagione 2004-2005 subentra sulla panchina dello Spezia, in Serie C1; giunge settimo e vince la Coppa Italia di C.
Dall'11 febbraio al 20 marzo 2006 ricopre l'incarico di allenatore dell'Udinese insieme a Roberto Néstor Sensini, subentrando all'esonerato Serse Cosmi. Dopo sei gare in cui i due tecnici collezionano due punti e 4 sconfitte che portano la squadra al quart'ultimo posto; Sensini si dimette e Dominissini viene esonerato. Al posto loro è chiamato Giovanni Galeone.
Successivamente nel dicembre 2006 è ingaggiato dalla Pro Patria ma, ad aprile, viene nuovamente esonerato.
Nel luglio 2009 viene nominato nuovo allenatore della Reggiana. L'anno successivo non viene confermato in panchina.
Dopo una stagione senza chiamata alcuna , nel settembre 2011 viene ingaggiato dal Visé, squadra militante nella seconda divisione belga; Il 17 maggio 2012, al termine della stagione, il club comunica la fine dell'esperienza del tecnico italiano in Belgio, per il desiderio dell'allenatore di continuare la propria carriera in Italia.
Dopo quasi due anni di ulteriore inattività, il 6 marzo 2014 subentra sulla panchina del Lumignacco, formazione friulana militante nel campionato di Eccellenza.

## Statistiche

### Statistiche da allenatore
Statistiche aggiornate al 30 giugno 2014. In grassetto le competizioni vinte.
| Stagione            | Squadra         | Campionato      | Campionato | Campionato | Campionato | Campionato | Coppe nazionali | Coppe nazionali | Coppe nazionali | Coppe nazionali | Coppe nazionali | Coppe continentali | Coppe continentali | Coppe continentali | Coppe continentali | Coppe continentali | Altre coppe | Altre coppe | Altre coppe | Altre coppe | Altre coppe | Totale | Totale | Totale | Totale | % Vittorie | Piazz.          |
| Stagione            | Squadra         | Comp            | G          | V          | N          | P          | Comp            | G               | V               | N               | P               | Comp               | G                  | V                  | N                  | P                  | Comp        | G           | V           | N           | P           | G      | V      | N      | P      | %          | Piazz.          |
| ------------------- | --------------- | --------------- | ---------- | ---------- | ---------- | ---------- | --------------- | --------------- | --------------- | --------------- | --------------- | ------------------ | ------------------ | ------------------ | ------------------ | ------------------ | ----------- | ----------- | ----------- | ----------- | ----------- | ------ | ------ | ------ | ------ | ---------- | --------------- |
| mar.-giu. 2000      | Como            | C1              | 10         | 5          | 3          | 2          | CI+CI-C         | -               | -               | -               | -               | -                  | -                  | -                  | -                  | -                  | -           | -           | -           | -           | -           | 30     | 12     | 13     | 5      | 40,00      | Subentrato, 10º |
| 2000-2001           | Como            | C1              | 34+4       | 22+1       | 6+3        | 6          | CI-C            | 4               | 1               | 1               | 2               | -                  | -                  | -                  | -                  | -                  | -           | -           | -           | -           | -           | 42     | 24     | 10     | 8      | 57,14      | 2º (promozione) |
| 2001-2002           | Como            | B               | 38         | 22         | 8          | 8          | CI              | 7               | 5               | 1               | 1               | -                  | -                  | -                  | -                  | -                  | -           | -           | -           | -           | -           | 45     | 27     | 9      | 9      | 60,00      | 1º (promozione) |
| lug.-nov. 2002      | Como            | A               | 11         | 0          | 4          | 7          | CI              | 2               | 0               | 0               | 2               | -                  | -                  | -                  | -                  | -                  | -           | -           | -           | -           | -           | 11     | 0      | 4      | 9      | &0,00      | Esonerato       |
| Totale Como         | Totale Como     | Totale Como     | 97         | 50         | 24         | 23         |                 | 13              | 6               | 2               | 5               |                    | -                  | -                  | -                  | -                  |             | -           | -           | -           | -           | 110    | 56     | 26     | 28     | 50,91      |                 |
| lug.-nov. 2003      | Ascoli          | B               | 12         | 4          | 3          | 5          | CI              | 3               | 0               | 1               | 2               | -                  | -                  | -                  | -                  | -                  | -           | -           | -           | -           | -           | 15     | 4      | 4      | 7      | 26,67      | Esonerato       |
| feb.-giu. 2005      | Spezia          | C1              | 14         | 4          | 6          | 4          | CI-C            | 6               | 3               | 2               | 1               | -                  | -                  | -                  | -                  | -                  | -           | -           | -           | -           | -           | 20     | 7      | 8      | 5      | 35,00      | Subentrato, 7º  |
| feb.-mar. 2006      | Udinese         | A               | 6          | 0          | 2          | 4          | CI              | -               | -               | -               | -               | UCL+CU             | 0+1                | 0                  | 0+1                | 0                  | -           | -           | -           | -           | -           | 7      | 0      | 3      | 4      | &0,00      | Sub., eson.     |
| dic. 2006-apr. 2007 | Pro Patria      | C1              | 15         | 4          | 6          | 5          | CI-C            | -               | -               | -               | -               | -                  | -                  | -                  | -                  | -                  | -           | -           | -           | -           | -           | 15     | 4      | 6      | 5      | 26,67      | Sub., eson.     |
| 2009-2010           | Reggiana        | 1D              | 34+2       | 13         | 10+1       | 11+1       | CI+CI-LP        | 2+2             | 1+1             | 0+1             | 1+0             | -                  | -                  | -                  | -                  | -                  | -           | -           | -           | -           | -           | 40     | 15     | 12     | 13     | 37,50      | 5º              |
| set. 2011-2012      | Visé            | TK              | 29         | 10         | 7          | 12         | CB              | -               | -               | -               | -               | -                  | -                  | -                  | -                  | -                  | -           | -           | -           | -           | -           | 29     | 10     | 7      | 12     | 34,48      | 9º              |
| mar.-giu. 2014      | Lumignacco      | Ecc.            | 7          | 2          | 4          | 1          | -               | -               | -               | -               | -               | -                  | -                  | -                  | -                  | -                  | -           | -           | -           | -           | -           | 7      | 2      | 4      | 1      | 28,57      | 7º              |
| Totale carriera     | Totale carriera | Totale carriera | 216        | 87         | 63         | 66         |                 | 26              | 11              | 6               | 9               |                    | -                  | -                  | -                  | -                  |             | -           | -           | -           | -           | 242    | 98     | 69     | 75     | 40,50      |                 |

## Palmarès

### Giocatore

#### Competizioni nazionali
- Serie C1: 2

Messina: 1985-1986
Reggiana: 1988-1989
- Serie B: 1

Reggiana: 1992-1993

### Allenatore

#### Competizioni nazionali
- Campionato italiano di Serie B: 1

Como: 2001-2002
- Coppa Italia Serie C: 1

Spezia: 2004-2005